# Peterhead
Peterhead is een plaats (town) in het Schotse Aberdeenshire met ongeveer 19.000 inwoners. Het is de meest bevolkte plaats van Aberdeenshire. Het herbergt diverse industrieën en is de belangrijkste haven van zeevis in Europa. Het werd in 1587 gesticht door de Keith Earls Marischal. In 1593 werd de eerste haven van Peterhead gebouwd, Port Henry. In de jaren zeventig werd Peterhead een belangrijk dienstencentrum voor de olie- en gasindustrie.

## Economie

### Visserij
Peterhead is al vier eeuwen een vissersplaats. Het heeft een grote visafslag. In 2011 werd hier 133.000 ton vis gelost met een totale waarde van zo’n 165 miljoen pond.
Laat in de 19e eeuw werd de baai bij de plaats voorzien van twee pieren. De baai werd hierdoor grotendeels afgesloten en er ontstond een veilige plaats voor schepen tijdens slecht weer. Om voldoende arbeiders voor dit werk te krijgen werd een mannengevangenis gebouwd. Met de aanleg van de pieren werd in 1886 een aanvang gemaakt en het duurde tot 1956 voor het werk werd afgerond.

### Haven
Door de komst van grotere schepen was de noodzaak voor een uitwijkhaven verminderd. De haven kreeg echter een belangrijke impuls in de jaren zeventig van de 20e eeuw door de vondst van aardolie in het Britse deel van de Noordzee. Peterhead is de oostelijkste haven van Schotland en lag strategisch gunstig voor de bevoorrading van de olie- en gasplatforms. De olie-industrie in Peterhead wordt met name gerund vanuit Aberdeen.
De haven kan tegenwoordig schepen ontvangen met een maximale diepgang van 14 meter. Er zijn diverse bekkens voor bevoorradings- en visserschepen. De haven wordt ook gebruikt door bouwbedrijven die zijn betrokken bij de aanleg van windmolenparken op zee en voor het ontmantelen van oude offshore installaties.

### Elektriciteitscentrale
Bij de haven ligt een elektriciteitscentrale. Met de bouw van deze oliegestookte centrale werd in 1973 begonnen en de eerste eenheid kwam in 1980 in gebruik. Twee jaar later volgde een tweede eenheid waarmee de totale capaciteit uitkwam op 1320 megawatt (MW). Rond 2000 werd de centrale omgebouwd en geschikt gemaakt voor aardgas als brandstof.

#### Proefproject CCS
In maart 2013 werd Peterhead aangewezen door de Britse regering voor een van de twee grote CCS-proefprojecten in het land. Het kooldioxidegas van een gasgestookte elektriciteitscentrale wordt voor zo’n 90% afgevangen, onder druk gebracht en naar een leeg gasveld op zo’n 100 kilometer voor de kust in de Noordzee getransporteerd. Het lege gasveld Goldeneye ligt 2,5 kilometer onder de zeebodem en zal per jaar 1 miljoen ton CO2 opnemen. Het project heeft een looptijd van 10 jaar en duurt tot 2025 waarmee de emissie van in totaal 10 miljoen ton CO2 in de aardatmosfeer wordt vermeden.

## Geboren
- Peter Mullan (1959), acteur, filmregisseur en scenarist